# Kilange (Fluss)
Der Kilange ist ein rechter Nebenfluss des Benue im Osten Nigerias.

## Verlauf
Der Fluss hat seine Quellen im Bundesstaat Adamawa, im Südwesten des Mandara Plateau, nahe der Grenze zu Kamerun. Er verläuft anfangs nach Westen. Dann schwenkt er in südwestliche Richtung. Kurz vor der Mündung nimmt er von rechts seinen größten Nebenfluss, den Loko, auf und dreht nach Süden. Der Kilange mündet 6 km westlich der Grenze zu Kamerun in den Benue.

## Hydrometrie
Die Durchflussmenge des Kilange wurde an der Mündung zwischen den Jahren 1987 und 2013 in m³/s gemessen (Werte aus Diagramm abgelesen).